# Awakening (Jackie Evancho)
Awakening è il quinto album discografico in studio della cantante statunitense Jackie Evancho, pubblicato nel 2014. 

## Tracce
1. Think of Me – 4:06 (Andrew Lloyd Webber, Richard Stilgoe, Charles Hart)
2. Your Love – 3:42 (Ennio Morricone, Dulce Pontes)
3. Je t'aime – 4:55 (Rick Allison, Lara Fabian)
4. Take Me There – 4:15 (Johan Oberholzer)
5. Open Fields of Grace – 3:38 (Lisa Venkatrathnam, Paul Sumares)
6. Ave Maria – 4:50 (Vladimir Vavilov)
7. Memories – 3:55 (Robert Westerholt, Sharon den Adel, Martijn Spierenburg)
8. The Rains of Castamere – 3:36 (Ramin Djawadi, George R. R. Martin)
9. Dormi Jesu – 3:25 (tradizionale)
10. Vocalise – 5:06 (Sergei Rachmaninoff)
11. With or Without You – 4:23 (U2, Bono)
12. Made to Dream – 3:48 (Jean-Pierre Steyn)

## Classifiche
| Classifica (2014)           | Posizione raggiunta |
| --------------------------- | ------------------- |
| Stati Uniti (Billboard 200) | 17                  |